# Lletra de xocolata
La lletra de xocolata és un dolç típic dels Països Baixos, durant les celebracions del Sinterklaas (Festa de Sant Nicolau).1 És costum que els que celebren el Sinterklaas es regalin aquestes lletres de xocolata fent al·lusió a les senes inicials, o si no pot ser, s'obsequia amb la lletra S (de Sinterklaas) o la P (de Zwarte Piet). S'acostumen a elaborar aquestes lletres amb diferents formes i disposicions.

## Característiques
Per poder emprar la mateixa quantitat de xocolata a cada lletra, els fabricants xocolaters acostumen a fer-les de diferents grossors. D'aquesta forma no s'afavoreix el posseïdor d'una lletra en detriment d'altres. Per exemple la W, o la M sobre la I o la J. S'acostumen a elaborar amb xocolata fosca o blanca sense fer diferència. És freqüent que s'utilitzin tipus de caràcters com Typeface o Egyptienne.

## Referèncides
1. 1 2  «Dutch Chocolate Letters». [Consulta: 15 gener 2016].